# Knemodynerus pseudolateralis
Knemodynerus pseudolateralis är en stekelart som först beskrevs av Meade-waldo 1914.  Knemodynerus pseudolateralis ingår i släktet Knemodynerus och familjen Eumenidae. Inga underarter finns listade i Catalogue of Life.